# Асанова Дінара Кулдашівна
Дінара Асанова (24 жовтня 1942, Фрунзе, Киргизька РСР — 4 квітня 1985, Мурманськ, Російська РФСР) — радянська російська актриса і кінорежисер.

## Біографія
Після закінчення школи в 1960—1962 роках працювала асистентом режисера на кіностудії «Киргизфільм», знялася у фільмах «Дівчина з Тянь-Шаню», «У кожного своя дорога», потім працювала в групі Лариси Шепітько на фільмі «Спека».
В 1968 закінчила режисерський факультет ВДІКу (класи Михайла Ромма і Олександра Столпера), захистила диплом в 1970, поставивши короткометражну картину «Рудольфіо» за оповіданням Валентина Распутіна.
З 1973 року — режисер кіностудії «Ленфільм». Дебютна повнометражна стрічка «Не болить голова у дятла» була відзначена увагою глядачів і критиків.
Відкрила дорогу в кінематограф акторам: Олена Циплакова, Ольга Машная, Марина Левтова; співпрацювала з сценаристом і актором Валерієм Прийомиховим.
Раптово померла під час зйомок фільму «Незнайомка». Похована у Фрунзе на Ала-Арчинському кладовищі.

## Фільмографія

### Режисер
- 1964 — «У кожного своя дорога» (документальний, спільно з Альгімантасом Відугірісом)
- 1965 — «ПСП» (документальний, спільно з Альгімантасом Відугірісом)
- 1969 — «Рудольфіо» (короткометражний)
- 1975 — «Не болить голова у дятла»
- 1976 — «Ключ без права передачі»
- 1977 — «Біда»
- 1979 — «Дружина пішла»
- 1980 — «Нікудишня»
- 1981 — «Що б ти вибрав?»
- 1983 — «Пацани»
- 1984 — «Діти чвар»
- 1984 — «Милий, любий, коханий, єдиний...»
- 1985 — «Незнайомка»  (не завершений)

### Актриса
- 1960 — «Дівчина Тянь-Шаню»
- 1964 — «У кожного своя дорога» —  Анара
- 1979 — «Дружина пішла» —  відвідувачка прибережного кафе
- 1988 — «Дінара» — грає сама себе

### Сценарист
- 1969 — «Рудольфіо»
- 1984 — «Діти чвар» (спільно з Владиславом Коноваловим)

## Фільми про Дінару Асанову
- «Дінара» (1988, режисер — Віктор Титов);
- «Дінара Асанова» (2003, режисери — Марина Чудіна та Катерина Харламова).

## Нагороди та премії
- Державна премія СРСР (1985 — посмертно, за фільм «Пацани», 1983).
- Премія Ленінського комсомолу (1977 — за фільм «Ключ без права передачі», 1976).
- Заслужений діяч мистецтв РРФСР (1980).